# István Burchard-Bélaváry
Pour les autres membres de la famille, voir Famille Burchard-Bélaváry.
Pour les articles homonymes, voir Burchard et Bélaváry.
Dans le nom hongrois Burchard-Bélaváry István, le nom de famille précède le prénom, mais cet article utilise l’ordre habituel en français István Burchard-Bélaváry, où le prénom précède le nom.
István Burchard-Bélaváry, né le 4 février 1864 à Mád et mort le 21 octobre 1933 à Pestszentlőrinc, est un peintre hongrois. Il fait partie de la famille Burchard-Bélaváry.

## Biographie
Après des études secondaires au Theresianum de Vienne afin de se former à une éventuelle carrière diplomatique, il s'oriente vers les arts. Il voyage beaucoup, visite de nombreuses écoles de peinture étrangères et vit huit ans aux États-Unis, en Californie, à partir de 1887. Il y participe à l'illustration d'un journal humoristique, „The Weekly Jonah”, étudie à la San Francisco Art Institute (1889-1890) et travail de façon indépendante. Il peint alors des natures mortes, des scènes de genre, des paysages et des portraits. Il retourne en Europe en 1894. Ses maîtres sont Anton Ažbe à Munich (1895-1896) et Filippo Colarossi à l'Académie Colarossi, à Paris (1897-1898). Attiré par la vieille école italienne, il effectue un long séjour en Italie et à Florence où il se marie en 1899. 
De retour dans son pays natal, il vit à Budapest et à Debrecen pendant un certain temps puis s'installe avec sa famille à Pozsony en 1904. Il y conduit sa propre école de peinture et est élu directeur de l'Association des Beaux-Arts de Pozsony puis directeur en 1911 du Salon de Pozsony.  Il expose dans diverses expositions, notamment au "Salon national de Budapest" à Győr (1907) où ses travaux sont appréciés et qui présente environ 300 œuvres de plus de 100 artistes à succès. La presse couvrant l'évènement de manière approfondie et détaillée nous apprend qu'il connait un succès considérable à l'étranger, notamment en Amérique. Aux Etats-Unis et en Angleterre, des reproductions de ses œuvres sur gravures colorées sont alors très populaires. Il invente en 1899 une technique particulière : la „glycerin détrempe”. Il vend son brevet en 1907 à la firme londonienne "Reeves and Sons (en)" qui déclare en Angleterre le procédé sous le nom de „Bélaváry pasteloid colours”. 
Il expose à Londres la même année (1907). Il déménage en 1918 de Pozsony pour Budapest. Il est actif à Budapest et à Debrecen.
Il est le fils de Gustave Burchard-Bélavary de Bélavar et Szikava (1829 Eperjes - 1903 Budapest), officier, professeur d'économie et de droit commercial, écrivain, peintre, et de Louise Bukowski von Stolzenburg († 1913). Il épouse en 1899 à Florence Enrica Coppini (1872-1960), artiste peintre. Leur fille, Alice Burchard-Bélaváry, artiste peintre également, est l'époux du peintre Ödön Vaszkó (1896-1945), frère d'Erzsébet Vaszkó (1902-1986), peintre et graphiste. Il est enterré avec d'autres membres de sa famille au cimetière de Farkasrét.

## Galerie

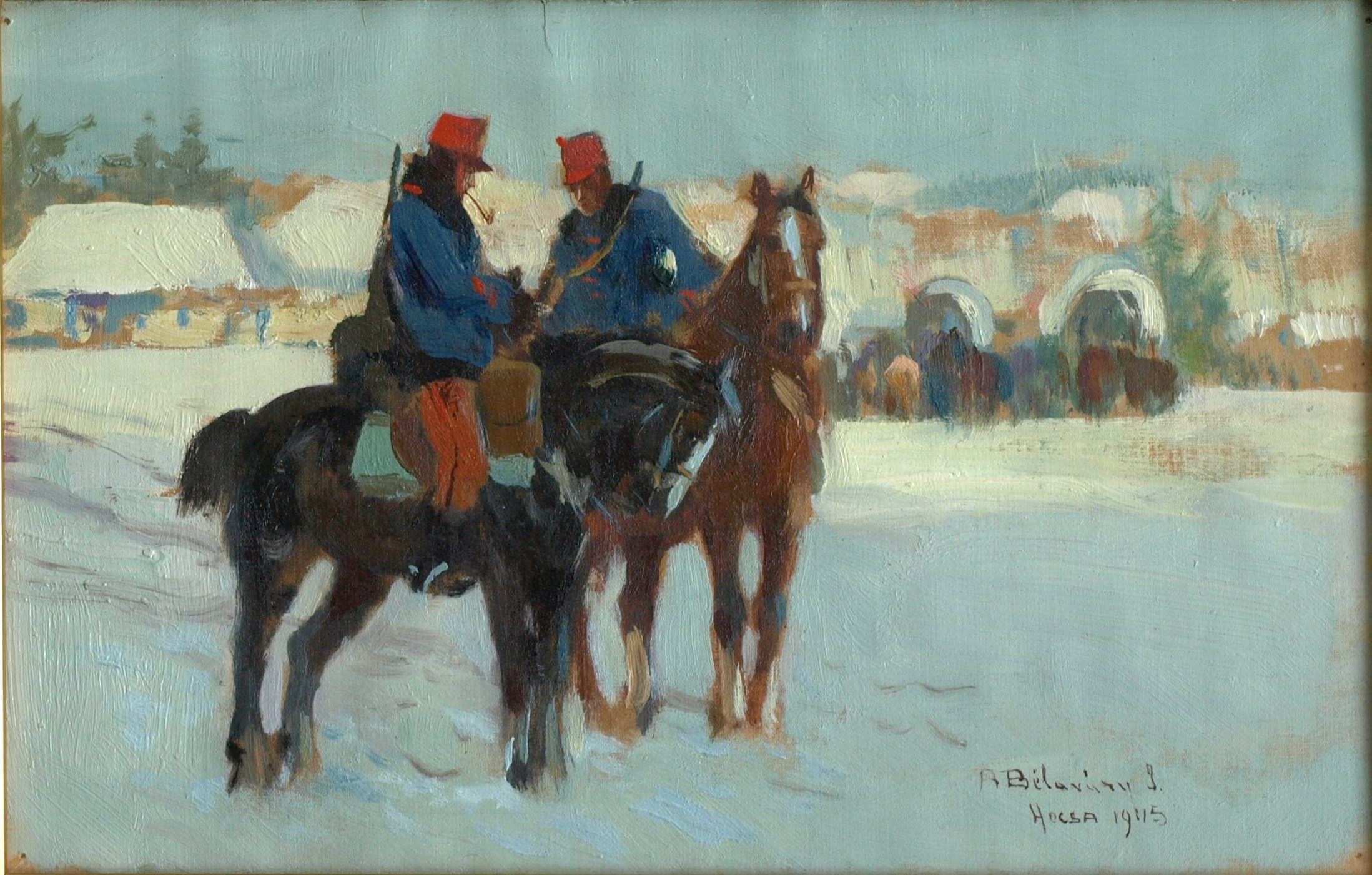
Hussards (Huszárok), 1911
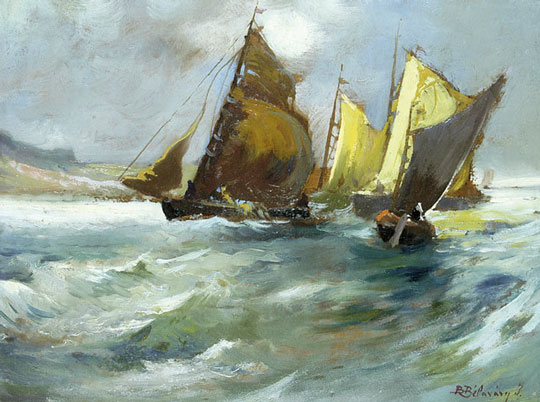
Voiliers (Tengeri vitorlások)
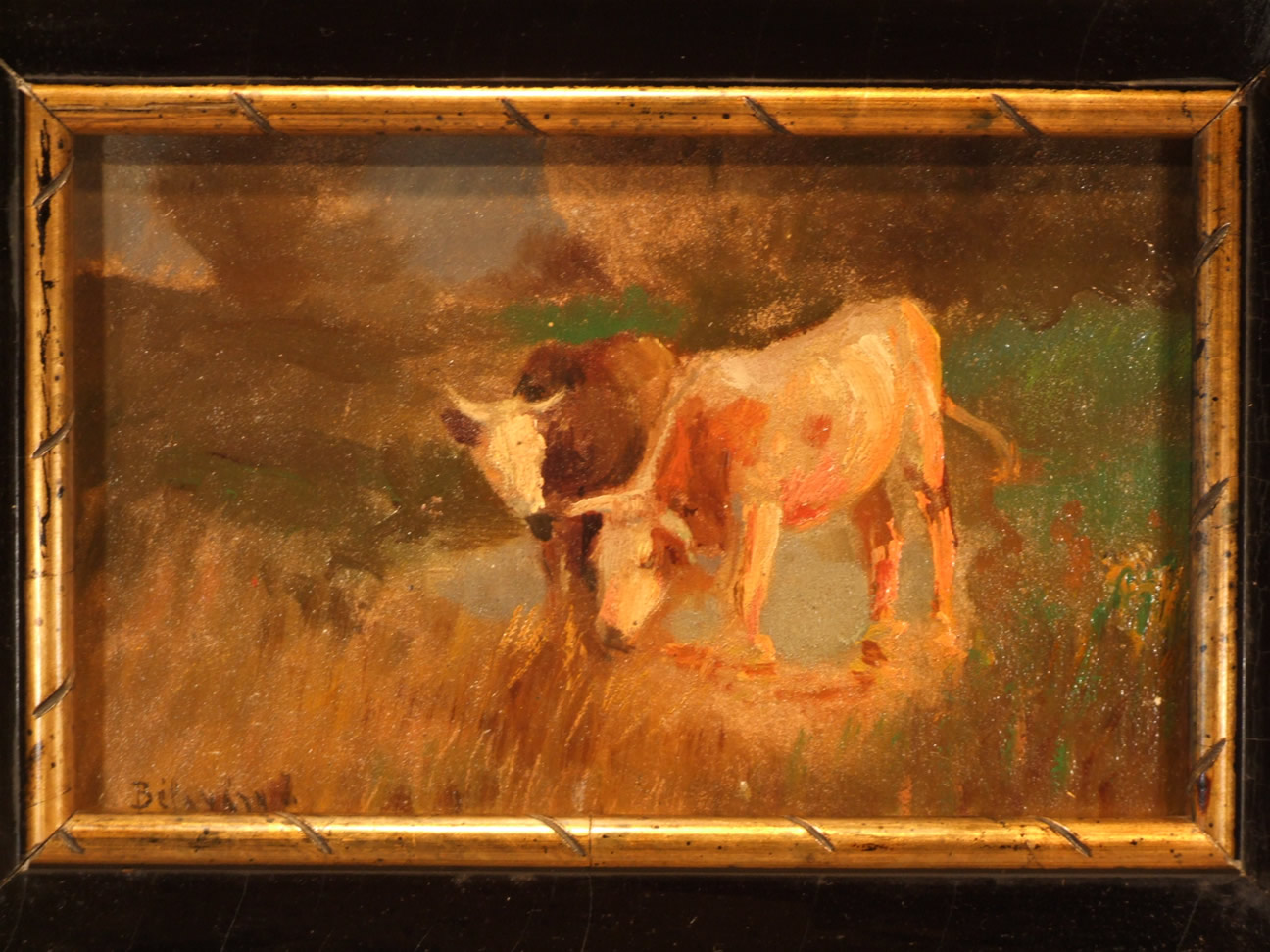
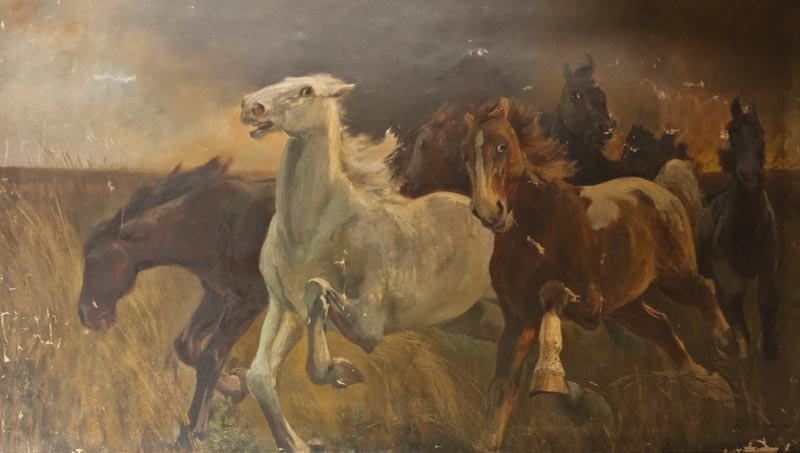
Chevaux au galop (Vágtató ménes)
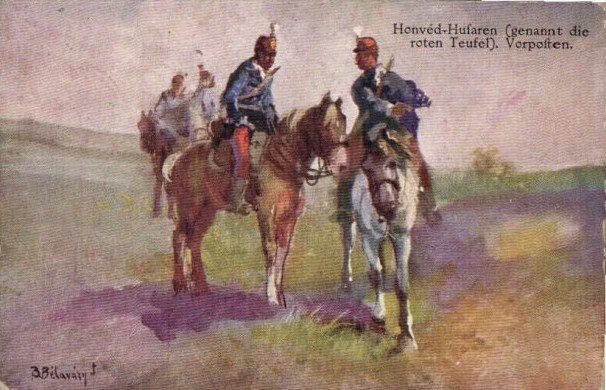
Hussards, dit les Diables rouges. Avant-garde. Carte postale d'après aquarelle.